# Alexander Wenderhold

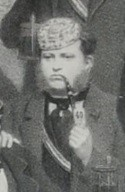
A. Wenderhold

Christian Konrad Alexander Wenderhold (* 15. März 1844 in Floh-Seligenthal; † 30. Dezember 1901 in Kassel) war ein deutscher Verwaltungsjurist und Kommunalbeamter in Hessen, zuletzt Landrat im Kreis Simmern.

## Leben
Der Protestant Alexander Wenderhold war ein Sohn des Steuerinspektors Conrad Wenderhold und dessen Ehefrau Auguste Wilhelmine Katharina geb. Ochs. Nach dem Abitur begann er 1863 an der Philipps-Universität Marburg Kameralwissenschaften und Rechtswissenschaft zu studieren. Am 18. Dezember 1863 wurde er im Corps Hasso-Nassovia recipiert. 1864 inaktiviert, wechselte er an die Universität Leipzig. Im Anschluss erhielt er am 6. Mai 1867 beim Landratsamt des Kreises Homberg in Homberg (Efze) eine zunächst informatorische Beschäftigung, bevor er dort am 11. September 1868 zum kommissarischen Kreissekretär ernannt wurde. Ab dem 4. Februar 1869 in gleicher Position in Melsungen wirkend, erhielt er dort im Oktober seine definitive Ernennung zum Kreissekretär. Zum 1. Dezember 1872 ließ er sich auf eigenen Wunsch beurlauben, um am 18. Dezember 1872 seine Prüfung zum Assessor ablegen zu können. Danach wurde er erst beim Landratsamt Melsungen tätig, bevor er am 6. Juni 1874 Beschäftigung bei der Regierung in Koblenz erhielt. Am 1. Juli 1875 wurde er zunächst zum kommissarischen Landrat des Kreises Simmern ernannt, dem am 31. Dezember 1876 die definitive Ernennung folgte. Im Kreis Simmern machte sich Wenderhold um die Notversorgung der Bauern und den Ausbau der lokalen Eisenbahn verdient. Unter Ernennung zum Regierungsrat wechselte er am 23. Oktober 1894 (mit Bestallung vom 25. September 1894) zur Regierung in Kassel. Nach seiner Charakterisierung als Geheimer Regierungsrat am 22. Januar 1900 wurde er zum 1. Januar 1901 aus gesundheitlichen Gründen in den Ruhestand verabschiedet. Wenderhold war zuletzt noch Vorsteher des Reformierten Waisenhauses in Kassel, bevor er dort am 30. Dezember 1901 starb.

## Ehrungen
- Roter Adlerorden 4. Klasse[1]

## Familie
Alexander Wenderhold heiratete am 8. August 1871 in Melsungen Louise Gleim (* 7. September 1851 in Melsungen), einer von Tochter Georg Gleim, Tuchfabrikant aus Melsungen und dessen Ehefrau Johanna Auguste Gleim geb. Voß. Das Ehepaar hatte acht gemeinsame Kinder.